# Konsumentförening
Konsumentföreningar är bildade av konsumenter i syfte att kooperativt köpa in och sälja varor åt föreningens medlemmar. I de flesta fall går det också att köpa varor från konsumentföreningen utan medlemskap.